# Налань Сінде
Налань Сінде (*納蘭性德, 19 січня 1655 —1 липня 1685) — китайський поет часів династії Цін.

## Життєпис
Походив з аристократичної манчжурської родини Налань з племені Жовтого прапору. Син Налань Мінчжу, який був троюрідним братом імператора Фуліня, очолював державний секретаріат. Мати майбутнього поета — Айсінюелуо — була двоюрідною сестрою Фуліня. Народився у м. Пекін. При народженні отримав ім'я Ченде. Здобув класичну освіту. Замолоду виявив літературний хист. У 1674 році змінив ім'я на Сінде.
Після декількох спроб у 1676 році склав імператорський іспит, отримавши вищу вчену ступінь цзіньши. Втім продовжив службу в імператорській гвардії. З часом стає одним з друзів імператора Кансі, який цінував поетичний талант Наланя. Подальше життя провів в імператорському почті. Помер у 1685 році від хвороби, якою страждав з дитинства.

## Поезія
Працював у жанрі ци. Основна тематика — любов. У віршах відображена туга по рано померлій дружині Лю Жуме. Особливістю творчості стало те, що Налань став впроваджувати у барвисто-химерну мову просту лексику і робити побутове слово носієм ліричного сенсу. Більшість його творів увійшла до збірки «Тунцзітан-цзі», яка вийшла друком після смерті Налань Сінде.